# Spjutkastning

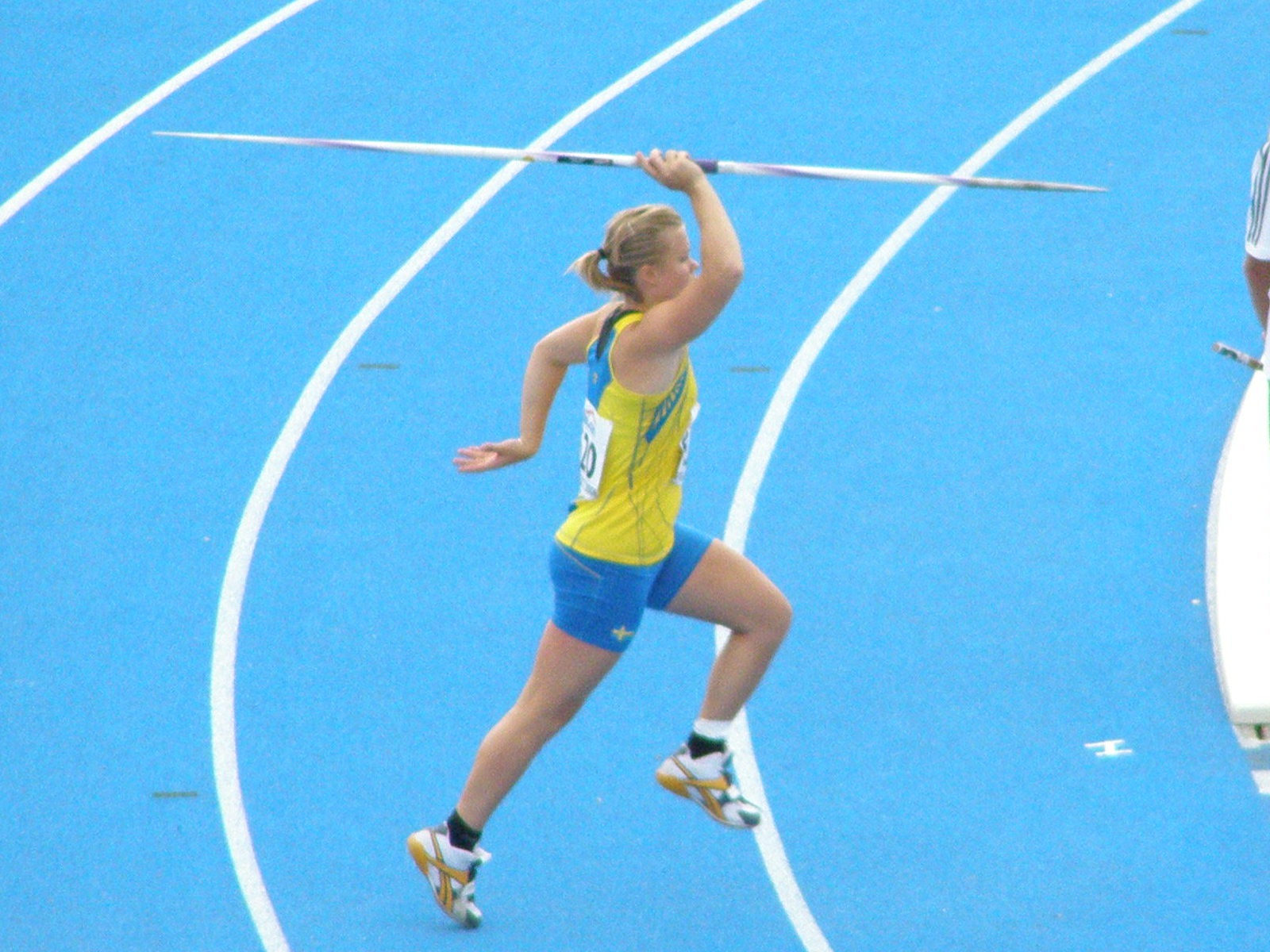
Anna Wessman kastar spjut från Nordic Sport.

Spjutkastning, förkortat spjut, är en kastgren inom friidrott. Spjutkastning anses av många finländare som Finlands nationalidrott, och landet har haft ett otal olympiska guldmedaljörer och världsmästare i grenen.
Kastredskapet, spjutet, är för herrar 260–270 centimeter långt och väger 800 gram. För damer är längden 220–230 centimeter långt och vikten 600 gram.
Löpsträckan före kastet är 30 till 36,5 meter lång och spjuten ska ta mark med spetsen först. Den måste landa inom en markerad yta.
Till skillnad från vad fallet är i andra kastgrenar inom friidrott (till exempel diskus och kulstötning) får kastaren inte rotera vid ansatsen till kastet på grund av olycksrisken.
Spjut är också den i nuläget enda friidrottsgrenen där världsrekorden och de nationella rekorden har strukits på grund av regeländringar. Detta skedde för herrar 1986 och för damer 1999. I bägge fallen innebar ändringen att man flyttade fram tyngdpunkten på redskapet, dels för att spjuten lättare skulle ta mark med spetsen först, dels för att arenorna inte längre räckte till för herrarna. Det gamla världsrekordet för herrar var 104,80 meter och innehas av Uwe Hohn från Östtyskland.
Sverige har under väldigt många år haft en stor produktion av spjut genom företaget Nordic Sport som tagit fram spjut som har vunnit fler mästerskapsmedaljer och slagit fler rekord än något annat spjut i världen.

## Rekord, damer
| Område                       | ResIdrottareltat | Idrottare               | Land                | Stad, datum                 |
| ---------------------------- | ---------------- | ----------------------- | ------------------- | --------------------------- |
| Världsrekord                 | 72,28            | Barbora Špotáková       | Tjeckien            | Stuttgart 13 september 2008 |
| Världsrekord, tidigare spjut | 80,00            | Petra Felke             | Östtyskland         | Potsdam 9 september 1988    |
| Afrika                       | 69,35            | Sunette Viljoen         | Sydafrika           | New York 9 juni 2012        |
| Asien                        | 67,98            | Lyu Huihui              | Folkrepubliken Kina | Shenyang 2 augusti 2019     |
| Europa                       | 72,28            | Barbora Špotáková       | Tjeckien            | Stuttgart 13 september 2008 |
| Nordamerika                  | 71,70            | Osleidys Menéndez       | Kuba                | Helsingfors 24 juni 2005    |
| Oceanien                     | 68,92            | Kathryn Mitchell        | Australien          | Gold Coast 11 april 2018    |
| Sydamerika                   | 66,70            | Flor Denis Ruiz Hurtado | Colombia            | Cuiaba 12 maj 2024          |
| Sverige                      | 61.96            | Sofi Flink              | Sverige             | Moskva 16 augusti 2013      |

Första officiella världsrekord i spjutkastning för damer sattes av Bozena Srámková.

### Mästerskapsrekord
| Tävling          | Resultat | Idrottare         | Land     | Stad, datum            |
| ---------------- | -------- | ----------------- | -------- | ---------------------- |
| Olympiskt rekord | 71,53    | Osleidys Menéndez | Kuba     | Aten 27 augusti 2004   |
| VM-rekord        | 71,99    | Mariya Abakumova  | Ryssland | Daegu 2 september 2011 |
| EM-rekord        | 67,47    | Mirlea Manjani    | Grekland | München 8 augusti 2002 |
| SM-rekord        | 58.88    | Sofi Flink        | Sverige  | Eskilstuna 2018        |

## Rekord, herrar
| Område                       | Resultat | Idrottare              | Land                 | Stad, datum               |
| ---------------------------- | -------- | ---------------------- | -------------------- | ------------------------- |
| Världsrekord                 | 98,48    | Jan Zelezný            | Tjeckiska republiken | Jena 25 maj 1996          |
| Världsrekord, tidigare spjut | 104,80   | Uwe Hohn               | Östtyskland          | Östberlin 20 juli 1984    |
| Afrika                       | 92,72    | Julius Yego            | Kenya                | Peking 26 augusti 2015    |
| Asien                        | 92,97    | Arshad Nadeem          | Pakistan             | Paris 8 augusti 2024      |
| Europa                       | 98,48    | Jan Zelezný            | Tjeckiska republiken | Jena 25 maj 1996          |
| Nordamerika                  | 93,07    | Anderson Peters        | Grenada              | Doha 13 maj 2022          |
| Oceanien                     | 89,02    | Jarrod Bannister       | Australien           | Brisbane 29 februari 2008 |
| Sydamerika                   | 84,70    | Luiz Mauricio Da Silva | Brasilien            | Paris 6 augusti 2024      |
| Sverige                      | 89,10    | Patrik Bodén           | Sverige              | Austin 24 mars 1990       |

Första officiella världsrekord spjutkastning för herrar sattes av Eric Lemming.

### Mästerskapsrekord
| Tävling          | Resultat | Idrottare     | Land                 | Stad, datum              |
| ---------------- | -------- | ------------- | -------------------- | ------------------------ |
| Olympiskt rekord | 92,97    | Arshad Nadeem | Pakistan             | Paris 8 augusti 2024     |
| VM-rekord        | 92,80    | Jan Zelezný   | Tjeckiska republiken | Edmonton 12 augusti 2001 |
| EM-rekord        | 89,92    | Steve Backley | Storbritannien       | Budapest 23 augusti 1998 |
| SM-rekord        | 86.24    | Patrik Bodén  | Sverige              | Göteborg 1994            |

## Kända spjutkastare
- Kim Amb ()
- Steve Backley (), brittisk före detta världsrekordhållare
- Patrik Bodén (), svensk före detta världsrekordhållare
- Kenth Eldebrink ()
- Sofi Flinck ()
- Trine Hattestad (), norsk före detta världsrekordhållare
- Uwe Hohn (), östtysk före detta världsrekordhållare
- Mikaela Ingberg ()
- Eric Lemming (), svensk före detta världsrekordhållare av svenska gångare och flerfaldig olympisk mästare
- Osleidys Menéndez (), kubansk före detta världsrekordhållare
- Aki Parviainen ()
- Tero Pitkämäki ()
- Seppo Räty (), finländsk före detta världsrekordhållare
- Barbora Spotakova (),världsrekordhållare
- Andreas Thorkildsen ()
- Andrus Värnik ()
- Dag Wennlund ()
- Jan Železný (), världsrekordhållare